# Aleksy (Ławrow-Płatonow)
Aleksy, imię świeckie Aleksandr Fiodorowicz Ławrow-Płatonow (ur. 1829 w Siemionowskim, zm. 10 listopada 1890 w Wilnie) – rosyjski teolog i biskup prawosławny.

## Życiorys
Był synem kapłana prawosławnego. W 1850 ukończył seminarium duchowne w Jarosławiu, zaś w 1854 – Moskiewską Akademię Duchowną. Został w niej następnie zatrudniony jako wykładowca. W 1855 obronił pracę magisterską. Od 1862 do 1870 wykładał na Akademii język grecki, od 1864 był ponadto bibliotekarzem i nosił tytuł profesora nadzwyczajnego. Od 1870 wykładał prawo kanoniczne.
9 stycznia 1878, po śmierci żony i córki, złożył wieczyste śluby mnisze. 10 stycznia tego samego roku został wyświęcony na hierodiakona, zaś 12 stycznia – na hieromnicha. 17 marca tego samego roku otrzymał godność archimandryty i został wyznaczony na przełożonego monasteru św. Sawy Storożewskiego. 30 kwietnia 1878 miała miejsce jego chirotonia na biskupa możajskiego, wikariusza eparchii moskiewskiej. W 1883, pozostając wikariuszem tejże eparchii, otrzymał tytuł biskupa dmitrowskiego.
9 marca 1885 objął katedrę taurydzką i symferopolską, jednak już maju tego roku, po śmierci arcybiskupa Aleksandra (Dobrynina), został przeniesiony do eparchii wileńskiej i litewskiej jako jego następca i zarazem przełożony monasteru Św. Ducha w Wilnie. W eparchii wileńskiej przeprowadził remont cerkwi Św. Ducha w Wilnie, zorganizował szereg nowych szkół parafialnych. Utrzymywał przyjazne stosunki z duchowieństwem katolickim. Sprzeciwił się utworzeniu w Wilnie Akademii Duchownej, która miałaby w szczególny sposób kształcić duchownych przygotowanych do polemiki z katolicyzmem, na ziemiach, gdzie dominowali wyznawcy tej religii
Zmarł nagle w 1890 w Wilnie i został pochowany w cerkwi Św. Ducha.